# Лиян
Лия̀н (на италиански и на френски: Lillianes, на местен диалект: Ellijni, Елийни, от 1939 до 1946 г. Lilliana, Лилиана) е село и община в Северна Италия, автономен регион Вале д'Аоста. Разположено е на 667 m надморска височина. Населението на общината е 480 души (към 2010 г.).